# باشگاه فوتبال بارسلونا در فصل ۲۳–۲۰۲۲
فصل ۲۳–۲۰۲۲ صد و بیست و سومین فصل حضور باشگاه بارسلونا و نود و دومین فصل متوالی آنها در لیگ برتر فوتبال اسپانیا است. علاوه بر لیگ داخلی ، بارسلونا در رقابت‌های این فصل کوپا دل ری، سوپرکاپ اسپانیا، لیگ قهرمانان اروپا (حضور برای نوزدهمین فصل متوالی) و لیگ اروپای اروپا شرکت کرد. این فصل از ۱ ژوئیه ۲۰۲۲ تا ۳۰ ژوئن ۲۰۲۳ را در بر می‌گیرد.
این آخرین فصل برای جرارد پیکه مدافع بارسلونا بود که قبل از جام جهانی بازنشسته شد. پیکه ۱۵ فصل را در بارسلونا سپری کرده و ۳۰ جام رسمی را با این باشگاه به دست آورده است.

## لباس‌ها
- تامین کننده: نایکی
- اسپانسر: اسپاتیفای  (جلوی پیراهن) / UNHCR – آژانس پناهندگان سازمان ملل [[پرونده:United Nations High

| pattern_b  = _barcelona2223h
| pattern_ra =
| pattern_sh = _barcelona2223h
| pattern_so = _barcelona2223h
| leftarm  = ۰۰۰۰۴۰
| body     = ۰۰۰۰۴۰
| rightarm = ۰۰۰۰۴۰
| shorts   = ۰۰۰۰۴۰
| socks    = ۰۰۰۰۴۰
| title    = لباس‌اول
}}
|

|

|

|
|}

## مرور فصل
ژوئن
در ۱۰ ژوئن، بارسلونا و سرجی روبرتو برای تمدید قرارداد یک ساله تا ۳۰ ژوئن ۲۰۲۳ توافق کردند.
در ۱۵ ژوئن، دنی آلوز اعلام کرد که در پایان فصل پس از اتمام قراردادش باشگاه را ترک خواهد کرد. او متعاقباً به باشگاه پوماس اونام در لیگ مکزیک پیوست.
در ۳۰ ژوئن، بارسلونا و شرکت سرمایه‌گذاری خیابان ششم برای به دست آوردن ۱۰٪ از حق پخش تلویزیونی باشگاه در لا لیگا به توافق رسیدند و بارسلونا در مجموع سود سرمایه ای ۲۶۷ میلیون یورویی برای فصل جاری به دست آورد. خیابان ششم در ابتدا ۲۰۷٫۵ میلیون یورو سرمایه گذاری خواهد کرد و در ازای آن ۱۰٪ از حق پخش تلویزیونی باشگاه در لا لیگا برای ۲۵ سال آینده را دریافت خواهد کرد.
ژوئیه
در ۱ ژوئیه، باشگاه اعلام کرد که قرارداد آداما ترائوره و لوک دی یونگ تمدید نخواهد شد و با پایان قرارداد قرضی، آنها باید به باشگاه‌های خود برگردند.
در ۴ ژوئیه، بارسلونا اعلام کرد که فرانک کسیه از میلان و آندریاس کریستنسن از چلسی را به صورت رایگان به خدمت گرفته است.
در ۸ ژوئیه، بارسلونا و تاتنهام برای انتقال قرضی کلمون لنگله برای فصل جاری به توافق رسیدند.
در ۱۲ ژوئیه، بارسلونا و واتفورد برای انتقال ری مانای با مبلغی نامشخص به توافق رسیدند.
در ۱۳ ژوئیه، بازی‌های دوستانه پیش‌فصل خود را در مقابل تیم اُلُت آغاز کرد که این بازی با تساوی ۱–۱ به پایان رسید. باشگاه سپس اعلام کرد که با لیدز یونایتد برای انتقال رافینیا به مبلغ ۴۸٫۰۰۰٫۰۰۰ یورو به توافق رسیده است که این مبلغ می‌تواند تا ۶۰٫۰۰۰٫۰۰۰ یورو نیز افزایش یابد. او قراردادی تا سال ۲۰۲۷ با بند خرید ۱ میلیارد یورویی امضا کرد. بارسا همچنین اعلام کرد که با اسپورتینگ برای جدایی قرضی فرانسیسکو ترینکائو به مبلغ ۳٫۰۰۰٫۰۰۰ یورو تا پایان فصل به همراه بند خرید به توافق رسیده است.
در ۱۴ ژوئیه، بارسلونا تمدید قرارداد عثمان دمبله تا ۳۰ ژوئن ۲۰۲۴ با بند خرید ۱۰۰ میلیون یورو را اعلام کرد.
در ۱۶ ژوئیه، بارسلونا و بایرن مونیخ برای انتقال روبرت لواندوفسکی به مبلغ ۴۵٫۰۰۰٫۰۰۰ یورو به توافق رسیدند که این مبلغ می‌تواند به ۵۰٫۰۰۰٫۰۰۰ یورو نیز افزایش یابد. او قراردادی به مدت چهار سال تا سال ۲۰۲۶ با حق فسخ ۵۰۰٫۰۰۰٫۰۰۰ یورویی امضا کرد.
در ۱۹ ژوئیه، بارسلونا تور ایالات متحده خود را با پیروزی ۶–۰ مقابل اینتر میامی در استادیوم درایو پینک در  فورت لاید، فلوریدا آغاز کرد.
در ۲۱ ژوئیه، بارسلونا ۱۵٪ دیگر از حق پخش تلویزیون در لا لیگا را به شرکت خیابان ششم فروخت. در مجموع، خیابان ششم ۲۵٪ از حقوق پخش تلویزیونی باشگاه در لا لیگا را برای ۲۵ سال آینده دریافت خواهد کرد.
در ۲۳ ژوئیه، بارسلونا در دومین بازی خود در تور ایالات متحده با نتیجه ۱–۰ ال کلاسیکو را در مقابل رقیب سنتی خود رئال مادرید در استادیوم الیجنت در پارادایس، نوادا با پیروزی پشت سر گذاشت.
در ۲۹ ژوئیه، بارسلونا امضای قرارداد با ژول کونده از باشگاه سویا را با قراردادی ۵ ساله با بند آزادسازی ۱ میلیارد یورویی اعلام کرد. بارسا همچنین با سلتاویگو برای انتقال اسکار مینگوئزا به توافق رسید درحالیکه حق خرید مجدد بازیکن در آینده و ۵۰٪ از حق فروش آینده این بازیکن را برای خود لحاظ کرد.

## بازیکنان

### بازیکنان اصلی
| ش.          | پ.          | م.          | نام                               | سن          | EU          | از سال        | بازی        | گل          | پایان قرارداد | مبلغ خرید     | نکات                    |
| دروازه‌بانان | دروازه‌بانان | دروازه‌بانان | دروازه‌بانان                       | دروازه‌بانان | دروازه‌بانان | دروازه‌بانان   | دروازه‌بانان | دروازه‌بانان | دروازه‌بانان   | دروازه‌بانان   | دروازه‌بانان             |
| ----------- | ----------- | ----------- | --------------------------------- | ----------- | ----------- | ------------- | ----------- | ----------- | ------------- | ------------- | ----------------------- |
| 1           | GK          | GER         | مارک آندره تر اشتگن (کاپیتان دوم) | ۳۰          | EU          | ۲۰۱۴          | ۳۶۸         | ۰           | ۲۰۲۵          | €۱۲M          |                         |
| 13          | GK          | ESP         | ایناکی پینا                       | ۲۴          | EU          | ۲۰۲۱          | ۳           | ۰           | ۲۰۲۳          | جوانان باشگاه |                         |
| مدافعان     |             |             |                                   |             |             |               |             |             |               |               |                         |
| 4           | DF          | URU         | رونالد آرائوخو                    | ۲۴          | Non-EU      | ۲۰۱۹          | ۱۰۸         | ۷           | ۲۰۲۶          | €۱٫۷M         |                         |
| 15          | DF          | DEN         | آندریاس کریستنسن                  | ۲۷          | EU          | ۲۰۲۲          | ۲۵          | ۰           | ۲۰۲۶          | رایگان        |                         |
| 17          | DF          | ESP         | مارکوس آلونسو                     | ۳۲          | EU          | ۲۰۲۲          | ۲۹          | ۳           | ۲۰۲۴          | رایگان        |                         |
| 23          | DF          | FRA         | ژول کونده                         | ۲۴          | EU          | ۲۰۲۲          | ۳۲          | ۰           | ۲۰۲۷          | €۵۰M          | ملیت دوم: بنین          |
| 24          | DF          | ESP         | اریک گارسیا                       | ۲۲          | EU          | ۲۰۲۱          | ۶۱          | ۱           | ۲۰۲۶          | رایگان        | در اصل از جوانان باشگاه |
| هافبک‌ها     |             |             |                                   |             |             |               |             |             |               |               |                         |
| 6           | MF          | ESP         | گاوی                              | ۱۸          | EU          | ۲۰۲۱          | ۸۸          | ۴           | ۲۰۲۶          | جوانان باشگاه |                         |
| 8           | MF          | ESP         | پدری                              | ۲۰          | EU          | ۲۰۲۰          | ۱۰۴         | ۱۶          | ۲۰۲۶          | €۵M           |                         |
| 20          | MF          | ESP         | سرجی روبرتو (کاپیتان)             | ۳۱          | EU          | ۲۰۱۰          | ۳۴۶         | ۱۶          | ۲۰۲۴          | جوانان باشگاه |                         |
| 21          | MF          | NED         | فرنکی دی یونگ                     | ۲۵          | EU          | ۲۰۱۹          | ۱۷۴         | ۱۵          | ۲۰۲۶          | €۷۵M          |                         |
| مهاجمان     |             |             |                                   |             |             |               |             |             |               |               |                         |
| 9           | FW          | POL         | روبرت لواندوفسکی                  | ۳۴          | EU          | ۲۰۲۲          | ۳۷          | ۲۷          | ۲۰۲۶          | €۴۵M          |                         |
| 10          | FW          | ESP         | آنسو فاتی                         | ۲۰          | EU          | ۲۰۱۹          | ۱۰۰         | ۲۶          | ۲۰۲۷          | جوانان باشگاه |                         |
| 11          | FW          | ESP         | فران تورس                         | ۲۳          | EU          | ۲۰۲۲ (زمستان) | ۶۴          | ۱۳          | ۲۰۲۷          | €۵۵M          |                         |
| 22          | FW          | BRA         | رافینیا                           | ۲۶          | EU          | ۲۰۲۲          | ۴۱          | ۹           | ۲۰۲۷          | €۵۸M          | ملیت دوم: ایتالیا       |

- به روزرسانی تا: ۲۷ سپتامبر ۲۰۲۲
- منبع:FCBarcelona.com, LaLiga.com و UEFA.com
- ترتیب قرارگیری براساس شماره بازیکنان.

### بازیکنان رزرو (ازبارسلونا بیوآکادمی جوانان)
| ش. | پ. | م.  | نام            | سن | EU | از سال | بازی | گل | پایان قرارداد | مبلغ خرید     | نکات |
| -- | -- | --- | -------------- | -- | -- | ------ | ---- | -- | ------------- | ------------- | ---- |
| 28 | DF | ESP | الخاندرو بالده | ۱۸ | EU | ۲۰۲۱   | ۱۰   | ۰  | ۲۰۲۴          | جوانان باشگاه |      |
| 30 | MF | ESP | گاوی           | ۱۷ | EU | ۲۰۲۱   | ۵۱   | ۲  | ۲۰۲۳          | جوانان باشگاه |      |
| 32 | MF | ESP | پابلو توره     | ۱۹ | EU | ۲۰۲۲   | ۰    | ۰  | ۲۰۲۶          | €۵M           |      |
| 36 | GK | ESP | آرناو تناس     | ۲۱ | EU | ۲۰۱۹   | ۰    | ۰  | ۲۰۲۳          | جوانان باشگاه |      |

- به روزرسانی تا: ۸ سپتامبر ۲۰۲۲
- منبع:FCBarcelona.com, LaLiga.com and UEFA.com
- ترتیب قرارگیری براساس squad number.

## نقل و انتقالات

### ورودی‌ها
| ش.    | پ.    | بازیکن             | از تیم          | مبلغ          | تاریخ         | منبع         |
| ----- | ----- | ------------------ | --------------- | ------------- | ------------- | ------------ |
| –     | FW    | فرانسیسکو ترینکائو | ولورهمپتون      | برگشت از قرضی | ۳۰ ژوئن ۲۰۲۲  | [ ۲۰ ]       |
| –     | FW    | ری مانای           | اسپتزیا         | برگشت از قرضی | ۳۰ ژوئن ۲۰۲۲  | [ ۲۱ ]       |
| –     | MF    | میرالم پیانیچ      | بشیکتاش         | برگشت از قرضی | ۳۰ ژوئن ۲۰۲۲  | [ ۲۲ ]       |
| 23    | MF    | الکس کلادو         | گرانادا         | برگشت از قرضی | ۳۰ ژوئن ۲۰۲۲  | [ ۲۳ ]       |
| 13    | GK    | ایناکی پینا        | گالاتاسرای      | برگشت از قرضی | ۳۰ ژوئن ۲۰۲۲  | [ ۲۴ ]       |
| 26    | MF    | پابلو توره         | راسینگ سانتاندر | €۵٬۰۰۰٬۰۰۰    | ۱ ژوئیه ۲۰۲۲  | [ ۲۵ ]       |
| 19    | MF    | فرانک کسیه         | میلان           | رایگان        | ۴ ژوئیه ۲۰۲۲  | [ ۲۶ ]       |
| 15    | DF    | آندریاس کریستنسن   | چلسی            | رایگان        | ۷ ژوئیه ۲۰۲۲  | [ ۲۷ ]       |
| 22    | FW    | رافینیا            | لیدز یونایتد    | €۵۸٬۰۰۰٬۰۰۰   | ۱۳ ژوئیه ۲۰۲۲ | [ ۲۸ ]       |
| 12    | FW    | روبرت لواندوفسکی   | بایرن مونیخ     | €۴۵٬۰۰۰٬۰۰۰   | ۱۴ ژوئیه ۲۰۲۲ | [ ۲۹ ]       |
| –     | DF    | ژول کونده          | سویا            | €۵۰٬۰۰۰٬۰۰۰   | ۲۸ ژوئیه ۲۰۲۲ | [ ۳۰ ]       |
| مجموع | مجموع | مجموع              | مجموع           | €۱۵۸٬۰۰۰٬۰۰۰  | €۱۵۸٬۰۰۰٬۰۰۰  | €۱۵۸٬۰۰۰٬۰۰۰ |

### تمدید قرارداد
| ش. | پ. | بازیکن      | تمدید تا | بند فسخ      | تاریخ         | منبع   |
| -- | -- | ----------- | -------- | ------------ | ------------- | ------ |
| 20 | DF | سرجی روبرتو | ۲۰۲۳     | €۴۰۰٬۰۰۰٬۰۰۰ | ۱۰ ژوئن ۲۰۲۲  | [ ۳۱ ] |
| 7  | FW | عثمان دمبله | ۲۰۲۴     | €۱۰۰٬۰۰۰٬۰۰۰ | ۱۴ ژوئیه ۲۰۲۲ | [ ۳۲ ] |

1. ↑  مبلغ می‌تواند تا ۶۰٬۰۰۰٬۰۰۰€ افزایش یابد
2. ↑  مبلغ می‌تواند تا ۵۰٬۰۰۰٬۰۰۰€ افزایش یابد.
3. ↑  مبلغ می‌تواند تا ۵۵٬۰۰۰٬۰۰۰€ افزایش یابد.

### خروجی‌ها
| ش.    | پ.    | بازیکن         | به تیم        | مبلغ           | تاریخ         | منبع          |
| ----- | ----- | -------------- | ------------- | -------------- | ------------- | ------------- |
| 11    | FW    | آداما ترائوره  | ولورهمپتون    | بازگشت از قرضی | ۱ ژوئیه ۲۰۲۲  | [ ۳۳ ]        |
| 17    | FW    | لوک دی یونگ    | سویا          | بازگشت از قرضی | ۱ ژوئیه ۲۰۲۲  | [ ۳۴ ]        |
| 29    | FW    | فران خوتگلا    | کلوب بروژ     | €۵٬۰۰۰٬۰۰۰     | ۱ ژوئیه ۲۰۲۲  | [ ۳۵ ]        |
| 8     | DF    | دنی آلوز       | پوماس اونام   | پایان قرارداد  | ۱ ژوئیه ۲۰۲۲  | [ ۳۶ ]        |
| –     | FW    | ری مانای       | واتفورد       | فاش نشده       | ۱۲ ژوئیه ۲۰۲۲ | [ ۳۷ ] [ ۳۸ ] |
| –     | DF    | موسی واگه      | گوریتسا       | فاش نشده       | ۱۹ ژوئیه ۲۰۲۲ | [ ۳۹ ] [ ۴۰ ] |
| 22    | DF    | اسکار مینگوئزا | سلتاویگو      | €۳٬۰۰۰٬۰۰۰     | ۳۰ ژوئیه ۲۰۲۲ | [ ۴۱ ]        |
| 6     | MF    | ریکی پویگ      | لس‌آنجلس گلکسی | فاش نشده       | ۴ اوت ۲۰۲۲    | [ ۴۲ ]        |
| 13    | GK    | نتو            | بورنموث       | فسخ قرارداد    | ۷ اوت ۲۰۲۲    | [ ۴۳ ]        |
| مجموع | مجموع | مجموع          | مجموع         | €۸٬۰۰۰٬۰۰۰     | €۸٬۰۰۰٬۰۰۰    | €۸٬۰۰۰٬۰۰۰    |

1. ↑  توافق قرارداد در ۸ ژوئن ۲۰۲۲ انجام گردید
2. ↑  بارسلونا حق فسخ اول و ۵۰ درصد از هر گونه فروش آتی را برای خود محفوظ می دارد.
3. ↑  باشگاه بارسلونا درصدی از هرگونه فروش وی در آینده را دریافت خواهد کرد.
4. ↑  بارسلونا این حق را برای خود محفوظ می دارد که حق خرید مجدد و ۵۰٪ از فروش آتی بازیکن را داشته باشد.
5. ↑  بارسلونا این حق را برای خود محفوظ می دارد که حق خرید مجدد و ۵۰٪ از فروش آتی بازیکن را داشته باشد.

### بازیکنان قرضی (خروجی‌ها)
| ش. | پ. | بازیکن             | قرضی به   | مبلغ       | تاریخ         | قرضی تا   | منبع          |
| -- | -- | ------------------ | --------- | ---------- | ------------- | --------- | ------------- |
| 15 | DF | کلمون لنگله        | تاتنهام   | نامشخص     | ۸ ژوئیه ۲۰۲۲  | پایان فصل | [ ۴۴ ]        |
| —  | FW | فرانسیسکو ترینکائو | اسپورتینگ | €۳٬۰۰۰٬۰۰۰ | ۱۳ ژوئیه ۲۰۲۲ | پایان فصل | [ ۴۵ ] [ ۴۶ ] |
| 14 | MF | نیکو گونزالس       | والنسیا   | نامشخص     | ۱۳ اوت ۲۰۲۲   | پایان فصل | [ ۴۷ ]        |
| —  | MF | الکس کلادو         | الچه      | نامشخص     | ۱۵اوت ۲۰۲۲    | پایان فصل | [ ۲۳ ]        |

1. ↑  اسپورتینگ این امکان را دارد که ۵۰٪ از مالکیت بازیکن را با پرداخت ۷٬۰۰۰٬۰۰۰€ در پایان فصل بدست آورد.
2. ↑  بارسلونا بند حق بازخرید بازیکن را دارد که مبلغ این بازخرید در پایان فصل اول ۱۵ میلیون، در فصل دوم ۱۷٬۵ میلیون و در فصل سوم ۲۰ میلیون می‌باشد.

### خلاصه نقل و انتقالات
هزینه‌های فاش نشده در مجموع نقل و انتقالات لحاظ نمی‌شود.
| مخارج تابستان: ۱۵۸٬۰۰۰٬۰۰۰ € زمستان: ۰٬۰۰۰٬۰۰۰ € مجموع: ۱۵۸٬۰۰۰٬۰۰۰ € | درآمد تابستان: ۸٬۰۰۰٬۰۰۰ € زمستان: ۰٬۰۰۰٬۰۰۰ € مجموع: ۸٬۰۰۰٬۰۰۰ € | مجموع خالص تابستان: ۱۵۰٬۰۰۰٬۰۰۰ € زمستان: ۰٬۰۰۰٬۰۰۰ € مجموع: ۱۵۰٬۰۰۰٬۰۰۰ € |

## پیش فصل و بازی‌های دوستانه
برد       مساوی       باخت       بازی‌ها
| ۱۳ ژوئیه ۲۰۲۲ دوستانه | اولوت             | ۱–۱   | بارسلونا      | الت، اسپانیا                                                             |
| ۱۹:۰۰ CEST (UTC+2)    | الوی ۴۵' (پنالتی) | گزارش | اوبامیانگ ۲۸' | ورزشگاه: اسپورتیوا آلت تماشاگران: ۳٬۳۰۰ داور: مارک اولترا سائز (اسپانیا) |

| ۱۹ ژوئیه ۲۰۲۲ دوستانه | اینتر میامی | ۰–۶   | بارسلونا                                                                 | فورت لادردیل، ایالات متحده                                               |
| ۱۹:۳۰ UTC−۴ (EDT)     |             | گزارش | اوبامیانگ ۱۹' · رافینیا ۲۵' · فاتی ۴۱' · گاوی ۵۵' · دپای ۶۹' · دمبله ۷۰' | ورزشگاه: درایو پینک تماشاگران: ۱۹٬۱۱۳ داور: روبیل وازکوئز (ایالات متحده) |

| ۲۳ ژوئیه ۲۰۲۲ تور قهرمانی فوتبال | رئال مادرید | ۰–۱   | بارسلونا                                                        | پارادایس، ایالات متحده                                             |
| ۲۰:۰۰ UTC−۴ (PDT)                | وازکز '۶۵   | گزارش | رافینیا ۲۹' · کریستنسن '۳۴ · آلبا '۴۳ · بوسکتس '۵۴ · کسیه '۷۴ · | ورزشگاه: الیجنت تماشاگران: ۶۱،۲۹۹ داور: مارک آلاتین (ایالات متحده) |

| ۲۶ ژوئیه ۲۰۲۲ تور قهرمانی فوتبال | بارسلونا                      | ۲–۲   | یوونتوس                                     | دالاس، ایالات متحده                                 |
| ۱۹:۳۰ UTC−۵ (CT)                 | دمبله ۳۴'، ۴۰' · کولادو '۷۴ · | گزارش | کین ۳۹'، ۵۱' · دی ماریا '۷۴ · باربیری '۸۵ · | ورزشگاه: کاتن بول داور: التون گارسیا (ایالات متحده) |

| ۳۰ ژوئیه ۲۰۲۲ دوستانه | نیویورک رد بولز                               | ۰–۲   | بارسلونا                                         | هریسون، ایالات متحده                                    |
| ۱۹:۰۰ UTC−۴ (EDT)     | - کاسرز جونیور '۳۸ - مالینگز '۶۲ - ایدلمن '۸۲ | گزارش | - آرائوخو '۲۸ - دمبله ۴۰' - پیکه '۵۹ - ممفیس ۸۷' | ورزشگاه: ردبول آرنا داور: ارنی کنستانتین (ایالات متحده) |

| ۷ اوت ۲۰۲۲ جام خوان گمپر | بارسلونا | v     | اونام | بارسلون، اسپانیا |
| ۲۰:۰۰ CEST (UTC+2)       |          | گزارش |       | ورزشگاه: نیوکمپ  |

| ۲۴ اوت ۲۰۲۲ بازی دوستانه خیریه | بارسلونا | v     | منچستر سیتی | بارسلون، اسپانیا |
| ‐‐:‐‐ CEST (UTC+2)             |          | گزارش |             | ورزشگاه: نیوکمپ  |

## رقابت‌ها
عملکرد کلی تیم در رقابت‌ها
| رقابت              | اولین بازی        | آخرین بازی        | شروع دور    | آمار | آمار | آمار | آمار | آمار | آمار | آمار | آمار  |
| رقابت              | اولین بازی        | آخرین بازی        | شروع دور    | بازی | ب    | ت    | ش    | گ‌ز   | گ‌خ   | ت‌گ   | % برد |
| ------------------ | ----------------- | ----------------- | ----------- | ---- | ---- | ---- | ---- | ---- | ---- | ---- | ----- |
| لا لیگا            | ۱۳ اوت ۲۰۲۲       | ۴ ژوئن ۲۰۲۳       | هفته اول    | ۰    | ۰    | ۰    | ۰    | ۰    | ۰    | —    | —     |
| کوپا دل ری         | ۳–۵ ژانویه ۲۰۲۳   |                   | یک‌شانزدهم   | ۰    | ۰    | ۰    | ۰    | ۰    | ۰    | —    | —     |
| سوپرکاپ اسپانیا    | ۱۱–۱۲ ژانویه ۲۰۲۳ | ۱۱–۱۲ ژانویه ۲۰۲۳ | نیمه‌نهایی   | ۰    | ۰    | ۰    | ۰    | ۰    | ۰    | —    | —     |
| لیگ قهرمانان اروپا | ۶–۷ سپتامبر ۲۰۲۲  |                   | مرحله گروهی | ۰    | ۰    | ۰    | ۰    | ۰    | ۰    | —    | —     |
| مجموع              | مجموع             | مجموع             | مجموع       | ۰    | ۰    | ۰    | ۰    | ۰    | ۰    | ۰+   | —     |

منبع: رقابت‌ها

### لا لیگا

#### جدول
| رتبه | تیم            | بازی | برد | مساوی | باخت | گل زده | گل خورده | گل تفاضل | امتیاز | صعود یا سقوط                    |
| ---- | -------------- | ---- | --- | ----- | ---- | ------ | -------- | -------- | ------ | ------------------------------- |
| ۱    | بارسلونا       | ۳۸   | ۲۸  | ۴     | ۶    | ۷۰     | ۲۰       | ۵۰+      | ۸۸     | صعود به مرحله‌گروهی لیگ قهرمانان |
| ۲    | رئال مادرید    | ۳۸   | ۲۴  | ۶     | ۸    | ۷۵     | ۳۶       | ۳۹+      | ۷۸     | صعود به مرحله‌گروهی لیگ قهرمانان |
| ۳    | اتلتیکو مادرید | ۳۸   | ۲۳  | ۸     | ۷    | ۷۰     | ۳۳       | ۳۷+      | ۷۷     | صعود به مرحله‌گروهی لیگ قهرمانان |
| ۴    | رئال سوسیداد   | ۳۸   | ۲۱  | ۸     | ۹    | ۵۱     | ۳۵       | ۱۶+      | ۷۱     | صعود به مرحله‌گروهی لیگ قهرمانان |
| ۵    | ویارئال        | ۳۸   | ۱۹  | ۷     | ۱۲   | ۵۹     | ۴۰       | ۱۹+      | ۶۴     | صعود به مرحله‌گروهی لیگ اروپا    |

#### نتایج کلی
| مجموع | مجموع  | مجموع | مجموع | مجموع | مجموع | مجموع | مجموع | خانه | خانه | خانه | خانه | خانه | خانه | مهمان | مهمان | مهمان | مهمان | مهمان | مهمان |
| بازی  | امتیاز | پ     | ت     | ش     | گ‌ز    | گ‌خ    | ت‌گ    | پ    | ت    | ش    | گ‌ز   | گ‌خ   | ت‌گ   | پ     | ت     | ش     | گ‌ز    | گ‌خ    | ت‌گ    |
| ----- | ------ | ----- | ----- | ----- | ----- | ----- | ----- | ---- | ---- | ---- | ---- | ---- | ---- | ----- | ----- | ----- | ----- | ----- | ----- |
| ۰     | ۰      | ۰     | ۰     | ۰     | ۰     | ۰     | ۰     | ۰    | ۰    | ۰    | ۰    | ۰    | ۰    | ۰     | ۰     | ۰     | ۰     | ۰     | ۰     |

آخرین بروزرسانی: مه ۲۰۲۲

منبع: La Liga

پ = پیروزی؛ ت = تساوی؛ ش = شکست؛ گ‌ز = گل زده؛ گ‌خ = گل خورده؛ ت‌گ = تفاضل گل

#### روند هفته به هفته
| هفته  | 1 | 2 | 3 | 4 | 5 | 6 | 7 | 8 | 9 | 10 | 11 | 12 | 13 | 14 | 15 | 16 | 17 | 18 | 19 | 20 | 21 | 22 | 23 | 24 | 25 | 26 | 27 | 28 | 29 | 30 | 31 | 32 | 33 | 34 | 35 | 36 | 37 | 38 |
| ----- | - | - | - | - | - | - | - | - | - | -- | -- | -- | -- | -- | -- | -- | -- | -- | -- | -- | -- | -- | -- | -- | -- | -- | -- | -- | -- | -- | -- | -- | -- | -- | -- | -- | -- | -- |
| زمین  | H | A | H | A | A | H | A | H | A | H  | H  | A  | H  | A  | H  | A  | A  | H  | A  | H  | A  | H  | A  | H  | A  | H  | A  | H  | A  | H  | A  | H  | H  | A  | H  | A  | H  | A  |
| نتیجه |   |   |   |   |   |   |   |   |   |    |    |    |    |    |    |    |    |    |    |    |    |    |    |    |    |    |    |    |    |    |    |    |    |    |    |    |    |    |
| رتبه  |   |   |   |   |   |   |   |   |   |    |    |    |    |    |    |    |    |    |    |    |    |    |    |    |    |    |    |    |    |    |    |    |    |    |    |    |    |    |

### سوپرجام اسپانیا
| ۱۱–۱۲ ژانویه ۲۰۲۳ نیمه نهایی | رئال بتیس | v | بارسلونا | ریاض، عربستان‌سعودی |
| --:-- SAST (UTC+3)           |           |   |          | ورزشگاه: ملک فهد   |

## آمار

### کارت‌ها
تا تاریخ ۱ اکتبر ۲۰۲۲
| ش.    | پ.    | م.       | بازیکن           | لا لیگا | لا لیگا                       | لا لیگا  | کوپا دل ری | کوپا دل ری                    | کوپا دل ری | سوپر جام اسپانیا | سوپر جام اسپانیا              | سوپر جام اسپانیا | لیگ قهرمانان | لیگ قهرمانان                  | لیگ قهرمانان | مجموع | مجموع                         | مجموع    |
| ش.    | پ.    | م.       | بازیکن           |         | Yellow card · Yellow-red card | Red card |            | Yellow card · Yellow-red card | Red card   |                  | Yellow card · Yellow-red card | Red card         |              | Yellow card · Yellow-red card | Red card     |       | Yellow card · Yellow-red card | Red card |
| ----- | ----- | -------- | ---------------- | ------- | ----------------------------- | -------- | ---------- | ----------------------------- | ---------- | ---------------- | ----------------------------- | ---------------- | ------------ | ----------------------------- | ------------ | ----- | ----------------------------- | -------- |
| 4     | DF    | اروگوئه  | رونالد آرائوخو   | ۲       |                               |          |            |                               |            |                  |                               |                  |              |                               |              | ۲     |                               |          |
| 7     | FW    | فرانسه   | عثمان دمبله      | ۲       |                               |          |            |                               |            |                  |                               |                  |              |                               |              | ۲     |                               |          |
| 5     | MF    | اسپانیا  | سرخیو بوسکتس     | ۳       | ۱                             |          |            |                               |            |                  |                               |                  | ۱            |                               |              | ۴     | ۱                             |          |
| 11    | FW    | اسپانیا  | فران تورس        | ۱       |                               |          |            |                               |            |                  |                               |                  |              |                               |              | ۱     |                               |          |
| 19    | MF    | ساحل عاج | فرانک کسیه       | ۲       |                               |          |            |                               |            |                  |                               |                  |              |                               |              | ۲     |                               |          |
| 20    | DF    | اسپانیا  | سرجی روبرتو      | ۱       |                               |          |            |                               |            |                  |                               |                  |              |                               |              | ۱     |                               |          |
| 22    | FW    | برزیل    | رافینیا          | ۱       |                               |          |            |                               |            |                  |                               |                  |              |                               |              | ۱     |                               |          |
| 28    | DF    | اسپانیا  | الخاندرو بالده   | ۱       |                               |          |            |                               |            |                  |                               |                  |              |                               |              | ۱     |                               |          |
| 3     | DF    | اسپانیا  | جرارد پیکه       | ۱       |                               |          |            |                               |            |                  |                               |                  |              |                               |              | ۱     |                               |          |
| 15    | DF    | دانمارک  | آندریاس کریستنسن | ۱       |                               |          |            |                               |            |                  |                               |                  |              |                               |              | ۱     |                               |          |
| مجموع | مجموع | مجموع    | مجموع            | ۱۵      | ۱                             |          |            |                               |            |                  |                               |                  | ۱            |                               |              | ۱۶    | ۱                             |          |

منبع: FCBarcelona.com
به ترتیب ،  و 
 = تعداد کارت زرد;  = تعداد  کارت قرمز پس از دریافت کارت زرد دوم؛  = تعداد کارت قرمز بوسیله دریافت کارت قرمز مستقیم.

### سوابق مصدومیت
| ش. | پ. | م.  | نام‌بازیکن      | نوع                             | وضعیت | منبع    | بازی                                 | ت.مصدومیت       | ت.بازگشت    |
| 19 | FW | SPA | فران تورس      | پارگی ماهیچه پای راست           |       | FCB.com | در تمرینات                           | ۱۱ ژوئیه ۲۰۲۲   | ۱۲ اوت ۲۰۲۲ |
| 23 | DF | FRA | ژول کونده      | مصدومیت همسترینگ پای چپ         |       | FCB.com | به همراه فرانسه در بازی مقابل اتریش  | ۲۲ سپتامبر ۲۰۲۲ |             |
| 4  | DF | URU | رونالد آرائوخو | مصدومیت ران پای راست (عمل‌جراحی) |       | FCB.com | به همراه اروگوئه در بازی مقابل ایران | ۲۳ سپتامبر ۲۰۲۲ |             |
| 21 | MF | NED | فرنکی دی یونگ  | مصدومیت ران پای چپ              |       | FCB.com | به همراه هلند در بازی مقابل لهستان   | ۲۲ سپتامبر ۲۰۲۲ |             |
| 14 | FW | NED | ممفیس دپای     | مصدومیت ران پای چپ              |       | FCB.com | به همراه هلند در بازی مقابل لهستان   | ۲۲ سپتامبر ۲۰۲۲ |             |
| 2  | DF | ESP | هکتور بیرین    | عضله کف پای چپ                  |       | FCB.com | در تمرینات                           | ۲۷ سپتامبر ۲۰۲۲ |             |

 - بازیکن مصدوم است 

 - بازیکن بهبود یافته است

آخرین بروزرسانی: ۲ اکتبر ۲۰۲۲
منبع: FC Barcelona